# Passy-sur-Seine
Ne doit pas être confondu avec Passy (Seine).
Pour les articles homonymes, voir Passy.
Passy-sur-Seine est une commune française située dans le département de Seine-et-Marne en région Île-de-France.

## Géographie

### Localisation
Passy-sur-Seine est à 9,5 km à l'est de Bray-sur-Seine.

### Communes limitrophes
| Grisy-sur-Seine      |                 | Noyen-sur-Seine   |
|                      | Passy-sur-Seine |                   |
| Villenauxe-la-Petite | Villuis         | Fontaine-Fourches |

### Hydrographie

#### Réseau hydrographique

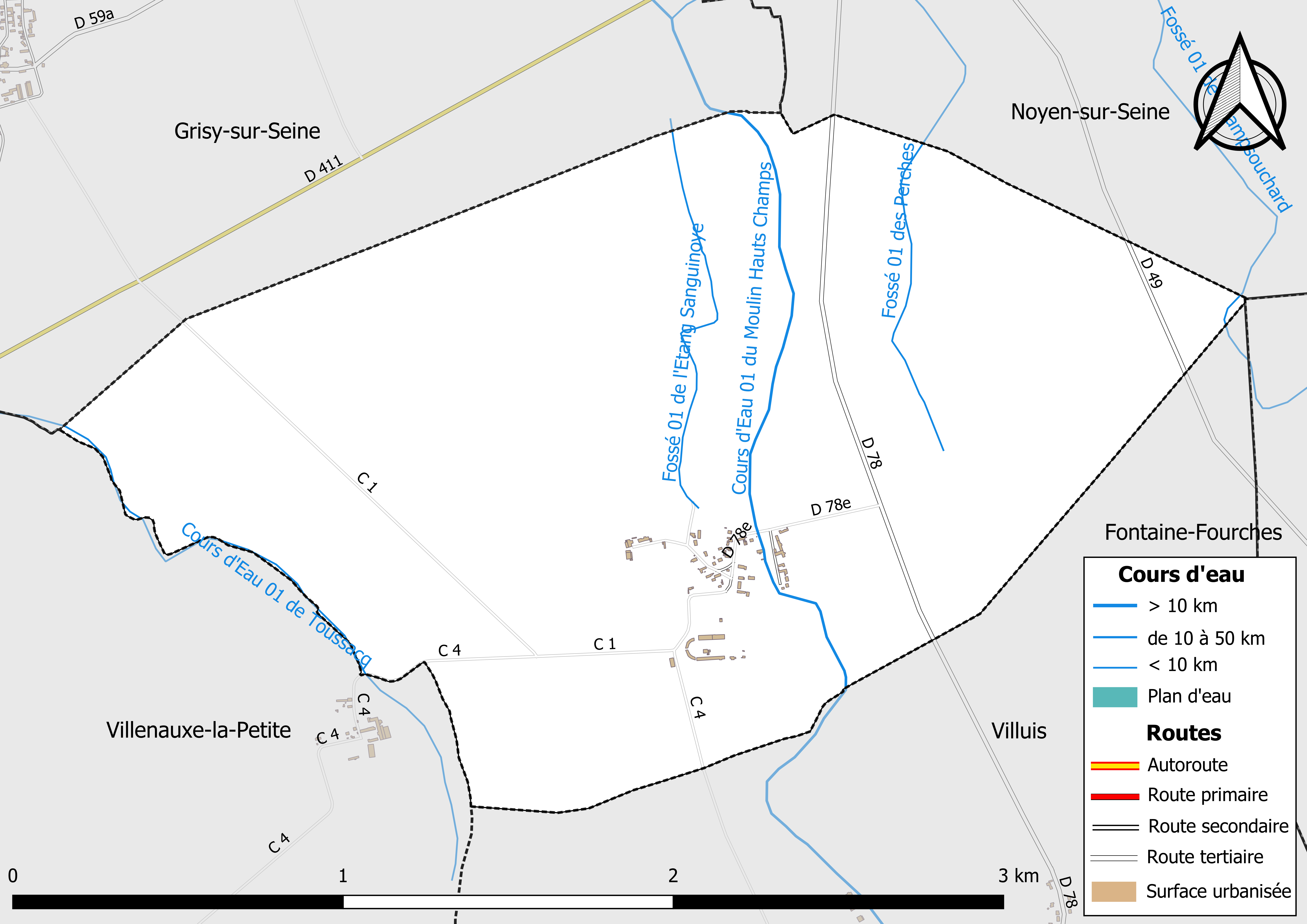
Carte des réseaux hydrographique et routier de Passy-sur-Seine.

Le réseau hydrographique de la commune se compose de cinq cours d'eau référencés :
- le fossé 01 de l'Étang Sanguinoye, canal de 1,35 km[2] ;
- le cours d'eau 01 de Toussacq , 2,81 km[3] qui conflue avec la Seine ;
- le cours d'eau 01 du Moulin Hauts Champs , long de 5,39 km[4], qui conflue avec un bras de la Seine ;

et
- le fossé 01 de Champsouchard, 3,50 km[5], et ;
- le fossé 01 des Perches, 2,84 km[6], qui confluent avec le canal 01 de Mézières.

La longueur totale des cours d'eau sur la commune est de 5,24 km.

#### Gestion des cours d'eau
Afin d’atteindre le bon état des eaux imposé par la Directive-cadre sur l'eau du 23 octobre 2000, plusieurs outils de gestion intégrée s’articulent à différentes échelles : le SDAGE, à l’échelle du bassin hydrographique, et le SAGE, à l’échelle locale. Ce dernier fixe les objectifs généraux d’utilisation, de mise en valeur et de protection quantitative et qualitative des ressources en eau superficielle et souterraine. Le département de Seine-et-Marne est couvert par six SAGE, au sein du bassin Seine-Normandie.
La commune fait partie du SAGE « Bassée Voulzie », en cours d'élaboration en décembre 2020. Le territoire de ce SAGE concerne 144 communes dont 73 en Seine-et-Marne, 50 dans l'Aube, 15 dans la Marne et 6 dans l'Yonne, pour une superficie de 1 710 km2. Le pilotage et l’animation du SAGE sont assurés par Syndicat Mixte Ouvert de l’eau potable, de l’assainissement collectif, de l’assainissement non collectif, des milieux aquatiques et de la démoustication (SDDEA), qualifié de « structure porteuse ».

### Climat
Pour des articles plus généraux, voir Climat de l'Île-de-France et Climat de Seine-et-Marne.
En 2010, le climat de la commune est de type climat océanique dégradé des plaines du Centre et du Nord, selon une étude du CNRS s'appuyant sur une série de données couvrant la période 1971-2000. En 2020, Météo-France publie une typologie des climats de la France métropolitaine dans laquelle la commune est exposée à un climat océanique altéré et est dans la région climatique Nord-est du bassin Parisien, caractérisée par un ensoleillement médiocre, une pluviométrie moyenne régulièrement répartie au cours de l’année et un hiver froid (3 °C).
Pour la période 1971-2000, la température annuelle moyenne est de 10,9 °C, avec une amplitude thermique annuelle de 15,5 °C. Le cumul annuel moyen de précipitations est de 664 mm, avec 11,2 jours de précipitations en janvier et 7,6 jours en juillet. Pour la période 1991-2020, la température moyenne annuelle observée sur la station météorologique la plus proche, située sur la commune de Bouy-sur-Orvin à 11 km à vol d'oiseau, est de 11,4 °C et le cumul annuel moyen de précipitations est de 635,9 mm,. Pour l'avenir, les paramètres climatiques de la commune estimés pour 2050 selon différents scénarios d'émission de gaz à effet de serre sont consultables sur un site dédié publié par Météo-France en novembre 2022.

### Milieux naturels et biodiversité

#### Réseau Natura 2000

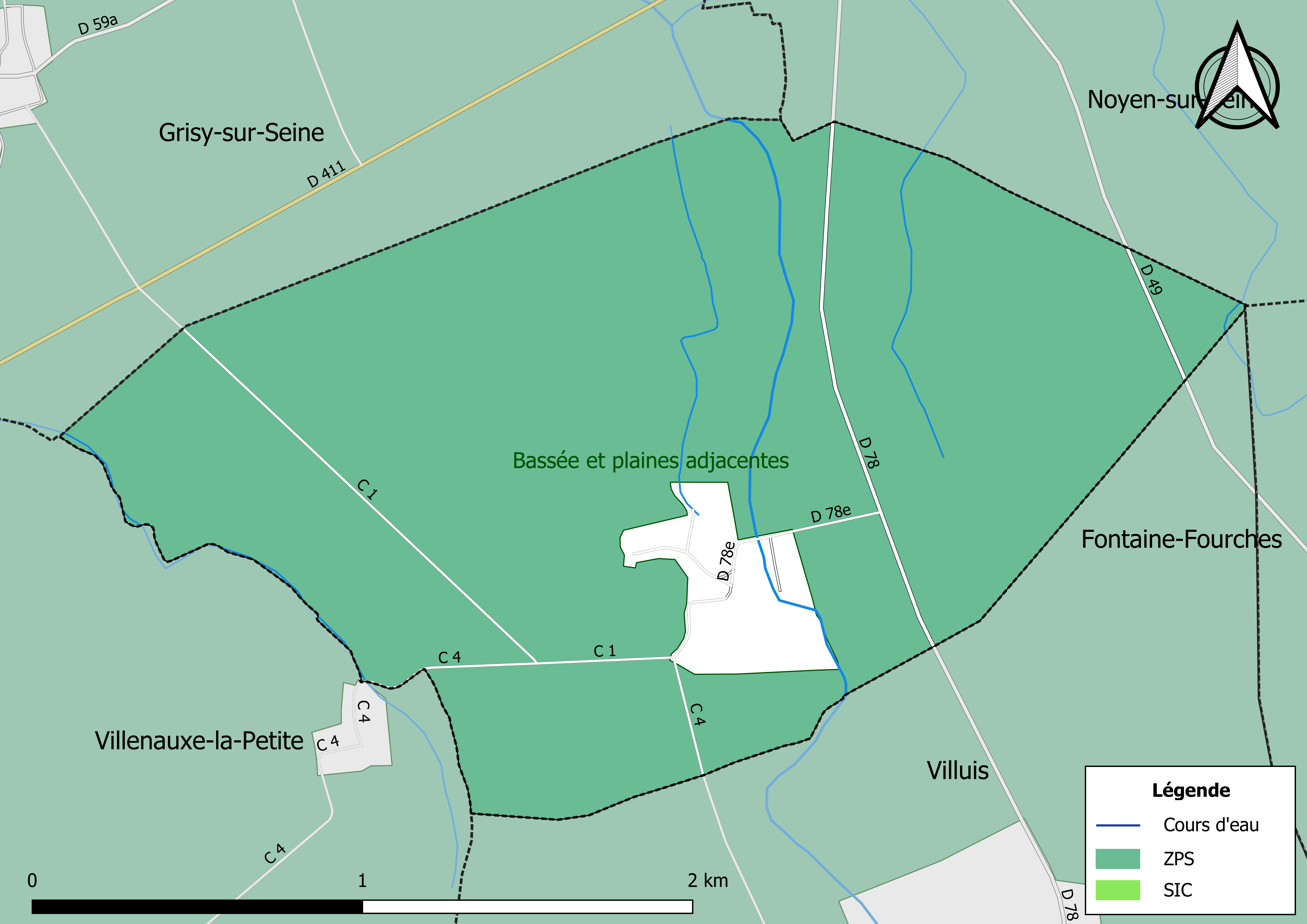
Sites Natura 2000 sur le territoire communal.

Le réseau Natura 2000 est un réseau écologique européen de sites naturels d’intérêt écologique élaboré à partir des Directives « Habitats » et « Oiseaux ». Ce réseau est constitué de Zones spéciales de conservation (ZSC) et de Zones de protection spéciale (ZPS). Dans les zones de ce réseau, les États Membres s'engagent à maintenir dans un état de conservation favorable les types d'habitats et d'espèces concernés, par le biais de mesures réglementaires, administratives ou contractuelles.
Un  site Natura 2000 a été défini sur la commune au titre de la « directive Oiseaux », :  
- la « Bassée et plaines adjacentes », d'une superficie de 27 643 ha, une vaste plaine alluviale de la Seine bordée par un coteau marqué au nord et par un plateau agricole au sud. Elle abrite une importante diversité de milieux qui conditionnent la présence d’une avifaune très riche[18],[19].

## Urbanisme

### Typologie
Au 1er janvier 2024, Passy-sur-Seine est catégorisée commune rurale à habitat très dispersé, selon la nouvelle grille communale de densité à sept niveaux définie par l'Insee en 2022.
Elle est située hors unité urbaine. Par ailleurs la commune fait partie de l'aire d'attraction de Paris, dont elle est une commune de la couronne,. Cette aire regroupe 1 929 communes,.

### Lieux-dits et écarts
La commune compte 17 lieux-dits administratifs répertoriés consultables ici.

### Occupation des sols
L'occupation des sols de la commune, telle qu'elle ressort de la base de données européenne d’occupation biophysique des sols Corine Land Cover (CLC), est marquée par l'importance des territoires agricoles (94,5 % en 2018), une proportion identique à celle de 1990 (94,5 %). La répartition détaillée en 2018 est la suivante : 
terres arables (94,5 %), zones urbanisées (5,5 %).
Parallèlement, L'Institut Paris Région, agence d'urbanisme de la région Île-de-France, a mis en place un inventaire numérique de l'occupation du sol de l'Île-de-France, dénommé le MOS (Mode d'occupation du sol), actualisé régulièrement depuis sa première édition en 1982. Réalisé à partir de photos aériennes, le Mos distingue les espaces naturels, agricoles et forestiers mais aussi les espaces urbains (habitat, infrastructures, équipements, activités économiques, etc.) selon une classification pouvant aller jusqu'à 81 postes, différente de celle de Corine Land Cover,,. L'Institut met également à disposition des outils permettant de visualiser par photo aérienne l'évolution de l'occupation des sols de la commune entre 1949 et 2018.

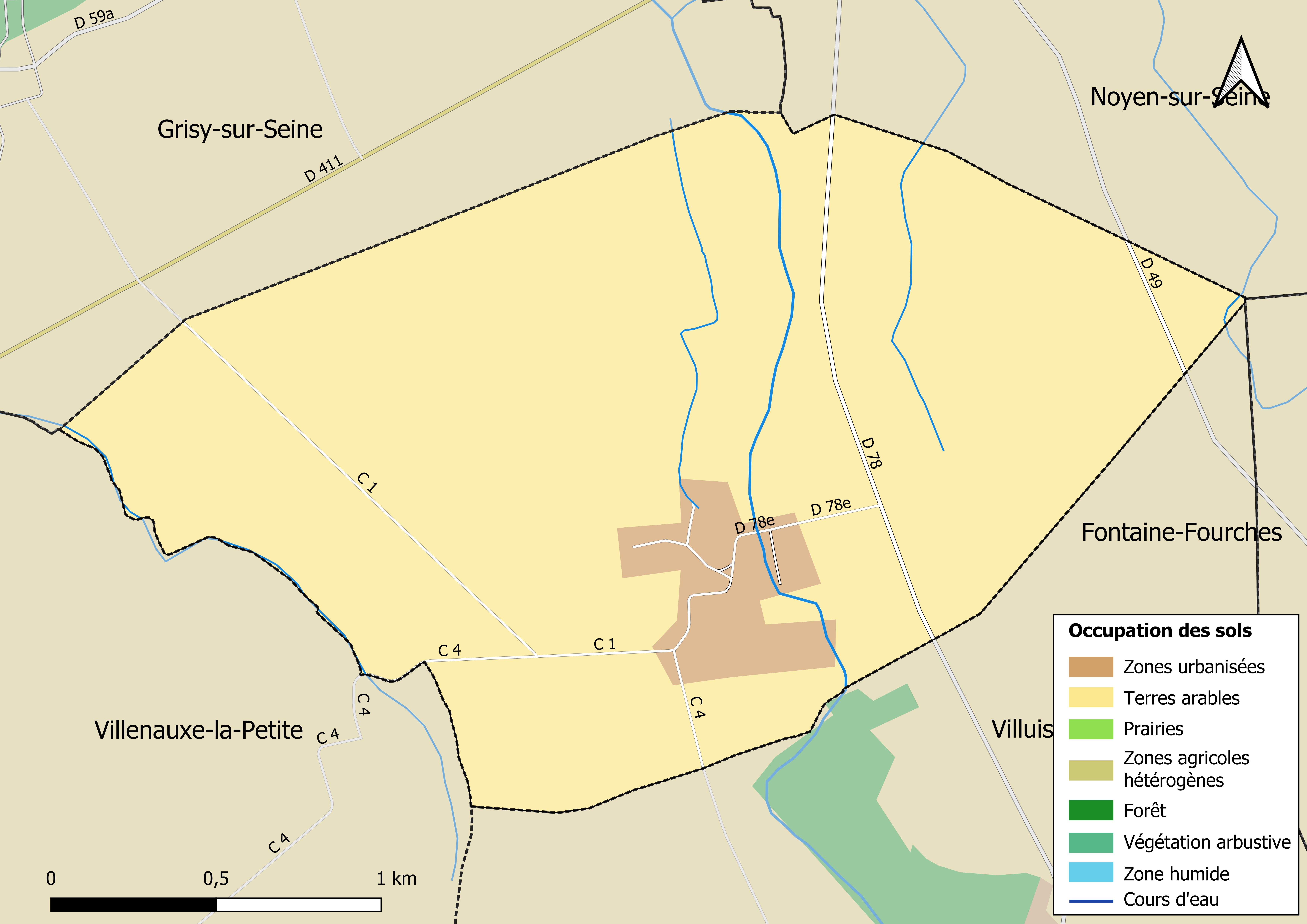
Carte des infrastructures et de l'occupation des sols en 2018 (CLC) de la commune.
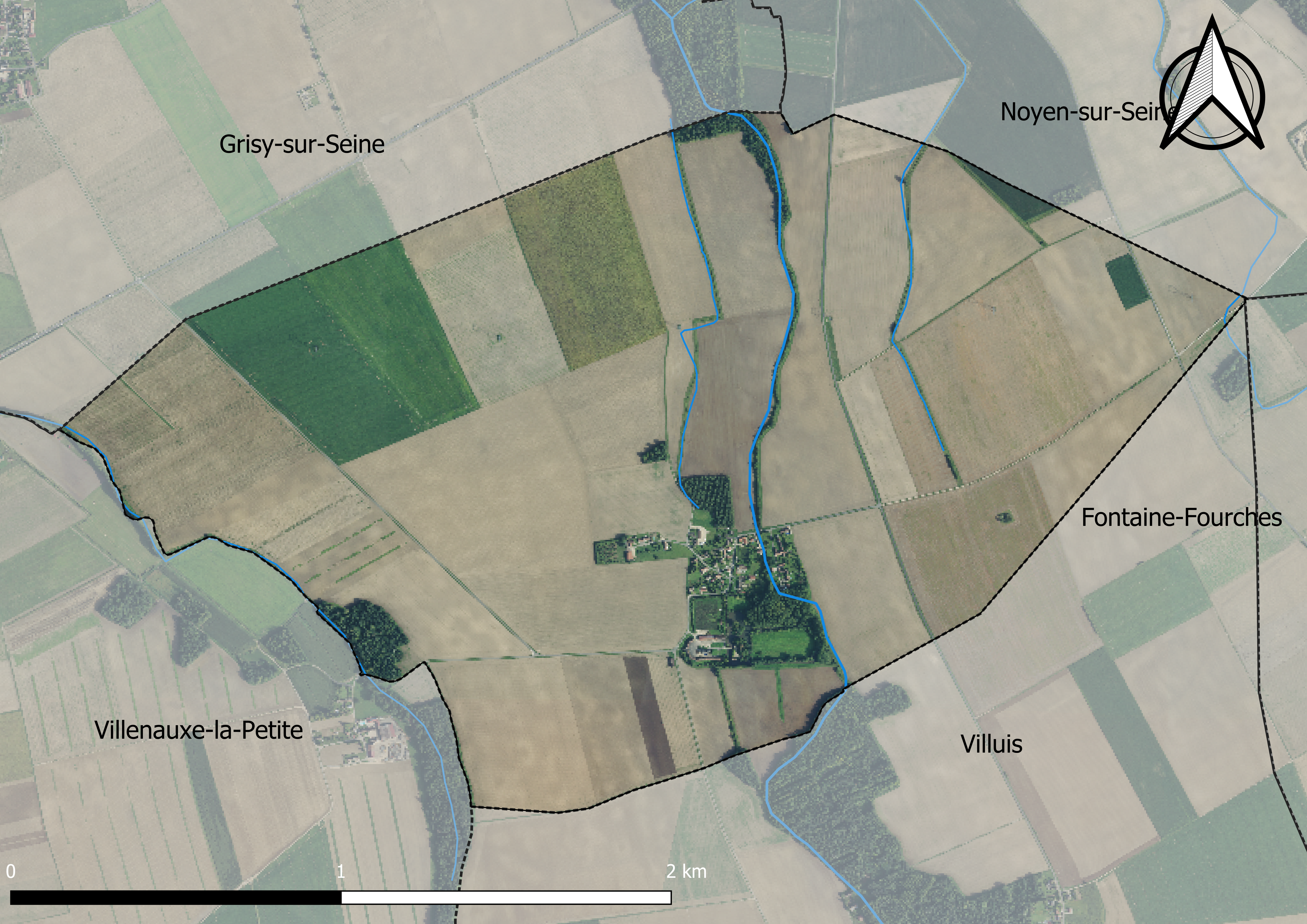
Carte orhophotogrammétrique de la commune.

### Planification
La loi SRU du 13 décembre 2000 a incité les communes à se regrouper au sein d’un établissement public, pour déterminer les partis d’aménagement de l’espace au sein d’un SCoT, un document d’orientation stratégique des politiques publiques à une grande échelle et à un horizon de 20 ans et s'imposant aux documents d'urbanisme locaux, les PLU (Plan local d'urbanisme). La commune est dans le territoire du SCOT Grand Provinois, dont le projet a été arrêté le 29 janvier 2020, porté par le syndicat mixte d’études et de programmation (SMEP) du Grand Provinois, qui regroupe les Communautés de Communes du Provinois et de Bassée-Montois, soit 82 communes.
La commune disposait en 2019 d'une carte communale approuvée et un plan local d'urbanisme intercommunal couvrant le territoire de la communauté de communes de la Bassée - Montois était en élaboration,.

### Logement
En 2017, le nombre total de logements dans la commune était de 33 dont 100 % de maisons (maisons de ville, corps de ferme, pavillons, etc.).
Parmi ces logements, 64,1 % étaient des résidences principales, 32,9 % des résidences secondaires et 3 % des logements vacants.
La part des ménages fiscaux propriétaires de leur résidence principale s'élevait à 90,5 % contre 4,8 % de locataires et 4,8 % logés gratuitement.

## Toponymie
Le nom de la localité est mentionné sous les formes Pacey au XIe siècle; Paciacum en 1249; Paci vers 1265 ; Pacy en 1648 (pouillé Alliot); Passy-les-Feuillages au XVIIIe siècle; Passy-le-Feuillage en 1841.
Il s'agit d'une formation toponymique gallo-romaine en -(i)acum, suffixe d’origine gauloise marquant le plus souvent la propriété, mais aussi locatif. Le premier élément Pass- représente le nom de personne latin Pacius ou Paccius, à la mode en Gaule à l'époque romaine et qui explique les nombreux Passy, Pacé, Paissy, etc.
Le déterminant complémentaire le- ou les-feuillages n'a été que transitoire et assez vite remplacé par un complément hydronymique pour la Seine :
- Feuillage : De feuiller avec le suffixe -age. Peut-être de feuiller le fourneau, c'est-à-dire recouvrir un fourneau à charbon de bois d'une couche de feuilles vertes, qu'on recouvre à son tour de frasil et d'un peu de terre.
- la Seine, distante de 600 mètres, n'arrose pourtant pas Passy-sur-Seine, traversant les communes voisines de Villenauxe-la-Petite, Grisy-sur-Seine et Noyen-sur-Seine[pourquoi ?]

## Histoire
Passy-sur-Seine  (ou Passy-le-Feuillage selon l’une des variantes rencontrées dans certains documents) est la plus petite commune de Seine-et-Marne ; en 2005, elle comptait 36 habitants.
 Pourtant, ce petit village qui n’a jamais été très peuplé, possédait, au moins à partir du XVIe siècle, un château dont il ne reste plus (en 2024 ?) que le pavillon sud.

L’histoire de Passy est liée à la famille des Veelu, qui possède la seigneurie pendant environ un siècle et demi (du milieu du XVIe siècle à la fin du XVIIe siècle).

## Politique et administration

### Liste des maires
| Période                                  | Période  | Identité        | Étiquette | Qualité     |
| ---------------------------------------- | -------- | --------------- | --------- | ----------- |
| Les données manquantes sont à compléter. |          |                 |           |             |
| 1981                                     | 2008     | Pierre Germann  |           | agriculteur |
| 2008                                     | 2014     | Yves Peron      |           |             |
| 2014                                     | 2017     | Serge Breton    |           | enseignant  |
| 2017                                     | En cours | Florence Benoit |           | Retraitée   |

## Équipements et services

### Eau et assainissement
L’organisation de la distribution de l’eau potable, de la collecte et du traitement des eaux usées et pluviales relève des communes. La loi NOTRe de 2015 a accru le rôle des EPCI à fiscalité propre en leur transférant cette compétence. Ce transfert devait en principe être effectif au 1er janvier 2020, mais la loi Ferrand-Fesneau du 3 août 2018 a introduit la possibilité d’un report de ce transfert au 1er janvier 2026,.

#### Assainissement des eaux usées
En 2020, la commune de Passy-sur-Seine ne dispose pas d'assainissement collectif,.
L’assainissement non collectif (ANC) désigne les installations individuelles de traitement des eaux domestiques qui ne sont pas desservies par un réseau public de collecte des eaux usées et qui doivent en conséquence traiter elles-mêmes leurs eaux usées avant de les rejeter dans le milieu naturel. La communauté de communes de la Bassée - Montois (CCBM) assure pour le compte de la commune le service public d'assainissement non collectif (SPANC), qui a pour mission de vérifier la bonne exécution des travaux de réalisation et de réhabilitation, ainsi que le bon fonctionnement et l’entretien des installations,.

#### Eau potable
En 2020, l'alimentation en eau potable est assurée par la commune qui gère le service en régie,,.
Les nappes de Beauce et du Champigny sont classées en zone de répartition des eaux (ZRE), signifiant un déséquilibre entre les besoins en eau et la ressource disponible. Le changement climatique est susceptible d’aggraver ce déséquilibre. Ainsi afin de renforcer la garantie d’une distribution d’une eau de qualité en permanence sur le territoire du département, le troisième Plan départemental de l’eau signé, le 3 octobre 2017, contient un plan d’actions afin d’assurer avec priorisation la sécurisation de l’alimentation en eau potable des Seine-et-Marnais. A cette fin a été préparé et publié en décembre 2020 un schéma départemental d’alimentation en eau potable de secours dans lequel huit secteurs prioritaires sont définis. La commune fait partie du secteur Bassée Montois.

## Population et société

### Démographie
L'évolution du nombre d'habitants est connue à travers les recensements de la population effectués dans la commune depuis 1793. Pour les communes de moins de 10 000 habitants, une enquête de recensement portant sur toute la population est réalisée tous les cinq ans, les populations de référence des années intermédiaires étant quant à elles estimées par interpolation ou extrapolation. Pour la commune, le premier recensement exhaustif entrant dans le cadre du nouveau dispositif a été réalisé en 2008.

En 2022, la commune comptait 46 habitants, en évolution de −6,12 % par rapport à 2016 (Seine-et-Marne : +3,92 %, France hors Mayotte : +2,11 %).
| 1793 | 1800 | 1806 | 1821 | 1831 | 1836 | 1841 | 1846 | 1851 |
| ---- | ---- | ---- | ---- | ---- | ---- | ---- | ---- | ---- |
| 120  | 78   | 96   | 83   | 105  | 96   | 82   | 77   | 70   |

| 1856 | 1861 | 1866 | 1872 | 1876 | 1881 | 1886 | 1891 | 1896 |
| ---- | ---- | ---- | ---- | ---- | ---- | ---- | ---- | ---- |
| 79   | 91   | 90   | 79   | 92   | 81   | 86   | 88   | 86   |

| 1901 | 1906 | 1911 | 1921 | 1926 | 1931 | 1936 | 1946 | 1954 |
| ---- | ---- | ---- | ---- | ---- | ---- | ---- | ---- | ---- |
| 70   | 76   | 75   | 63   | 68   | 80   | 69   | 68   | 62   |

| 1962 | 1968 | 1975 | 1982 | 1990 | 1999 | 2006 | 2008 | 2013 |
| ---- | ---- | ---- | ---- | ---- | ---- | ---- | ---- | ---- |
| 43   | 31   | 24   | 39   | 31   | 34   | 39   | 41   | 52   |

| 2018 | 2022 | - | - | - | - | - | - | - |
| ---- | ---- | - | - | - | - | - | - | - |
| 46   | 46   | - | - | - | - | - | - | - |

### Enseignement
La commune ne dispose pas d’école primaire publique (maternelle ou élémentaire).

## Économie
- Exploitations agricoles.

### Secteurs d'activité

#### Agriculture
Passy-sur-Seine est dans la petite région agricole dénommée la « Bassée » ou « Basse Seine », au sud-est du département. En 2010, l'orientation technico-économique de l'agriculture sur la commune est la culture de céréales et d'oléoprotéagineux (COP).
Si la productivité agricole de la Seine-et-Marne se situe dans le peloton de tête des départements français, le département enregistre un double phénomène de disparition des terres cultivables (près de 2 000 ha par an dans les années 1980, moins dans les années 2000) et de réduction d'environ 30 % du nombre d'agriculteurs dans les années 2010. Cette tendance n'est pas confirmée au niveau de la commune qui voit le nombre d'exploitations rester constant entre 1988 et 2010. Parallèlement, la taille de ces exploitations augmente, passant de 171 ha en 1988 à 207 ha en 2010.
Le tableau ci-dessous présente les principales caractéristiques des exploitations agricoles de Passy-sur-Seine, observées sur une période de 22 ans : 
|                                      | 1988 | 2000 | 2010 |
| ------------------------------------ | ---- | ---- | ---- |
| Dimension économique,                |      |      |      |
| Nombre d’exploitations (u)           | 2    | 2    | 2    |
| Travail (UTA)                        | 4    | 4    | 2    |
| Surface agricole utilisée (ha)       | 341  | 385  | 414  |
| Cultures                             |      |      |      |
| Terres labourables (ha)              | s    | s    | s    |
| Céréales (ha)                        | s    | s    | s    |
| dont blé tendre (ha)                 | s    | s    | s    |
| dont maïs-grain et maïs-semence (ha) | s    | s    | s    |
| Tournesol (ha)                       | s    |      |      |
| Colza et navette (ha)                | 0    | s    | s    |
| Élevage                              |      |      |      |
| Cheptel (UGBTA)                      | 1    | 4    | 0    |

## Culture locale et patrimoine

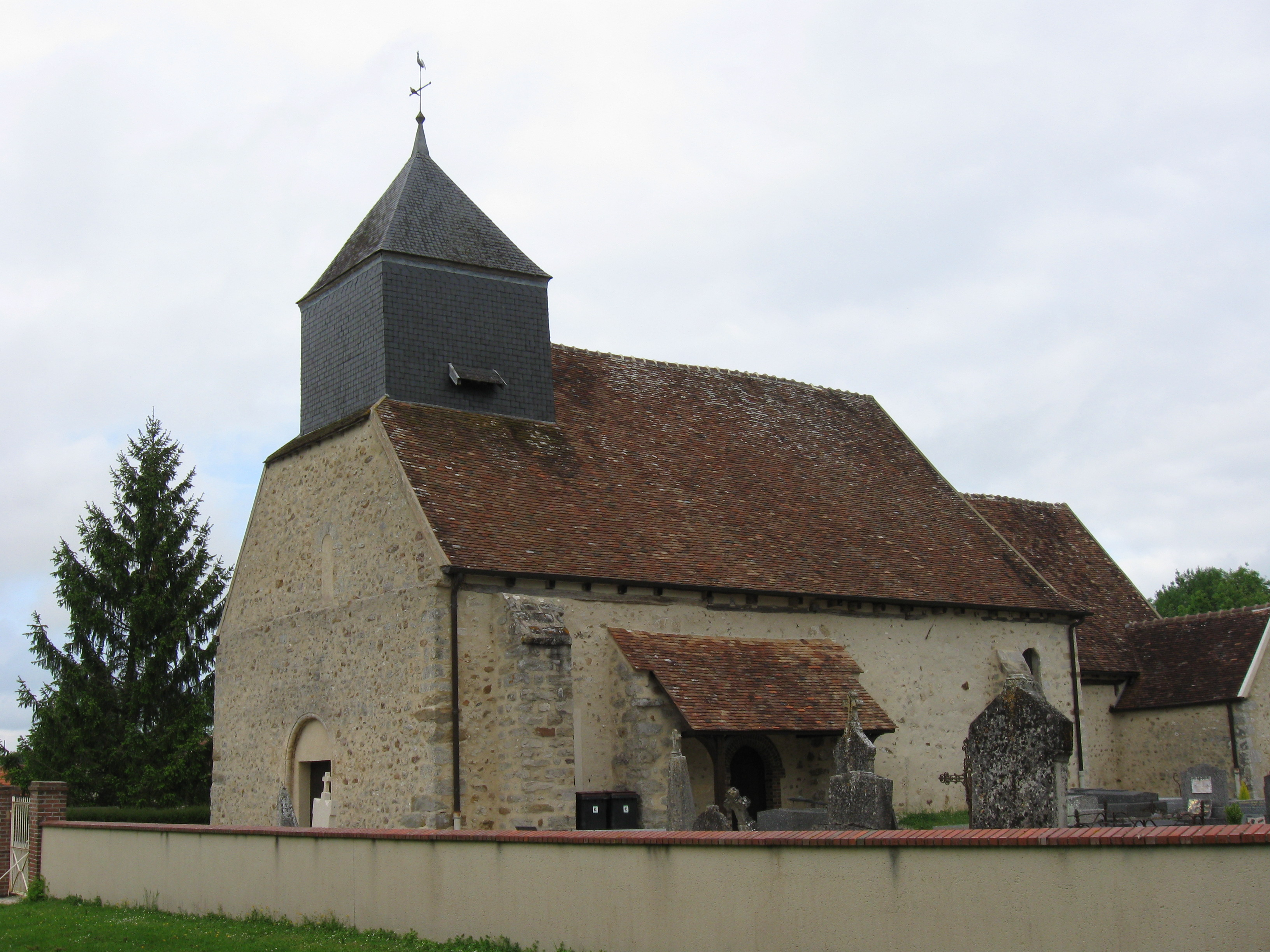
L'église.

### Lieux et monuments
- L'église Saint-Quentin, XIIe siècle[57],[58].
- Le pavillon sud de l'ancien château de Passy aujourd'hui disparu, XVIe siècle.

### Personnalités liées à la commune
- Nicolas Antoine Sanson (1756-1824), général de division de la Révolution et de l'Empire, y est mort.